# Трудовая группа
Трудовая группа (Трудовики́) — российская политическая организация, существовавшая в 1906—1917 годах.

## История создания
Организация возникла в Первой Государственной думе в апреле 1906 года.
Левые партии бойкотировали выборы в Первую думу, так как не ждали, что она станет оппозиционной. Однако в Думу прошло достаточно большое количество депутатов от крестьянской курии, готовых активно отстаивать свои интересы. Они организовали новую фракцию.
Основателями группы были Алексей Аладьин, Степан Аникин, Иван Жилкин, Сергей Бондарев, Григорий Шапошников и Федот Онипко. Большинство членов Трудовой группы были беспартийными крестьянами. Постепенно к ним примкнули и другие депутаты, чьи взгляды на аграрный вопрос были левее кадетских. Некоторые из трудовиков были членами партий, не вошедших в парламент (таких как член РСДРП Аладьин). Часть членов группы были учителями, адвокатами или врачами, как правило, выходцами из крестьянских семей.

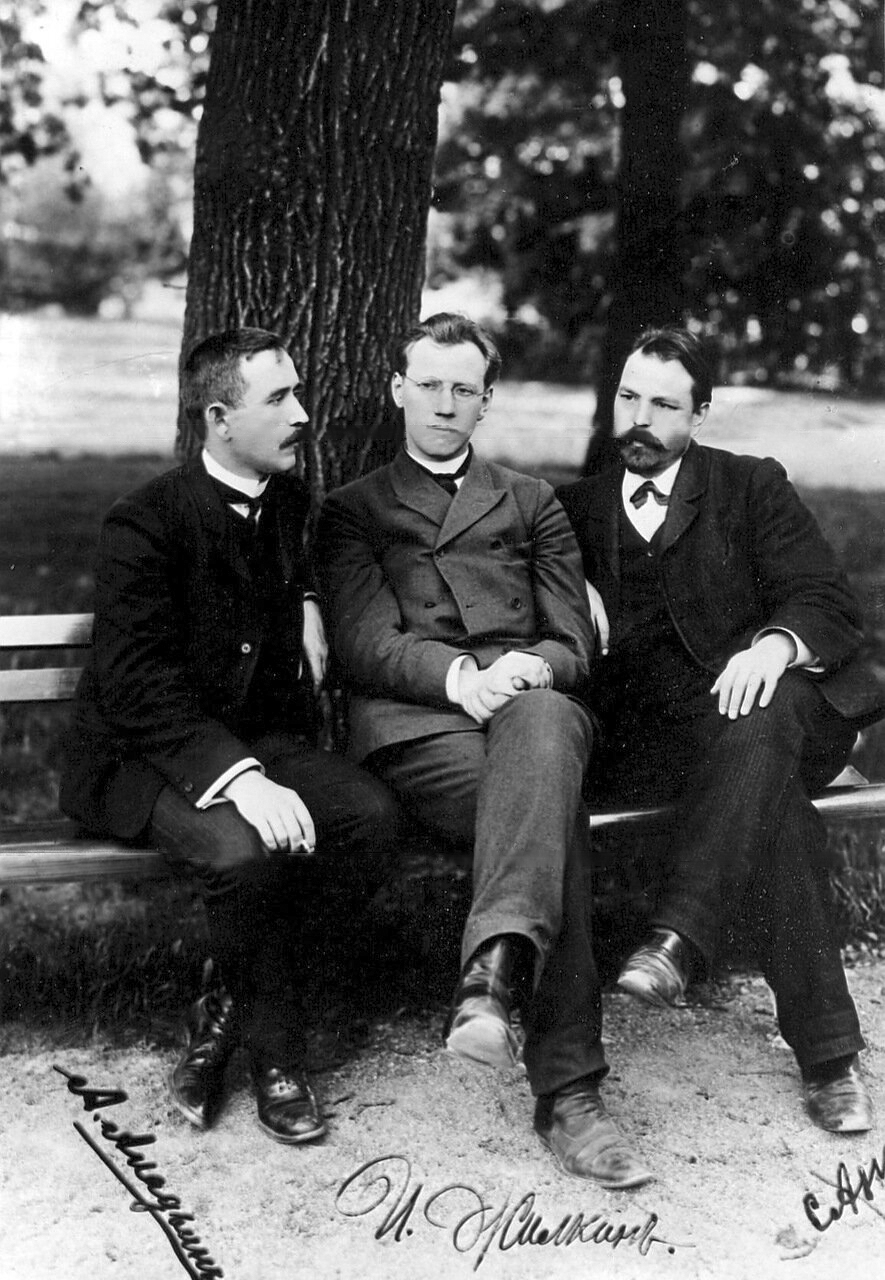
Лидеры трудовой группы: (слева направо) А. Ф. Аладьин; И. В. Жилкин; С. В. Аникин в Таврическом саду (весна 1906)

В Первой думе в состав Трудовой группы вошло 102 депутата. Трудовая группа по численности и по влиянию уступала только конституционным демократам, но не считала нужным называть себя партией, потому что была организацией исключительно парламентской, принципиально не отделяла себя от схожих по идеологии групп и не подчинялась строгой партийной дисциплине. В критические минуты Трудовая группа часто раскалывалась, и одна часть её членов голосовала за более радикальные предложения, внесённые лидерами группы, а другая — за более умеренные предложения, внесённые партией кадетов.
У группы не было программы, и даже под конец существования Думы она имела только проект платформы.

## Идеология
Идеология Трудовой группы была унаследована от народнических партий и течений. Она стремилась бороться за интересы и отражать настроение всего трудящегося народа, объединяя главным образом три общественных класса, которые она причисляла к трудящимся: крестьянство, рабочий пролетариат и трудовую интеллигенцию.

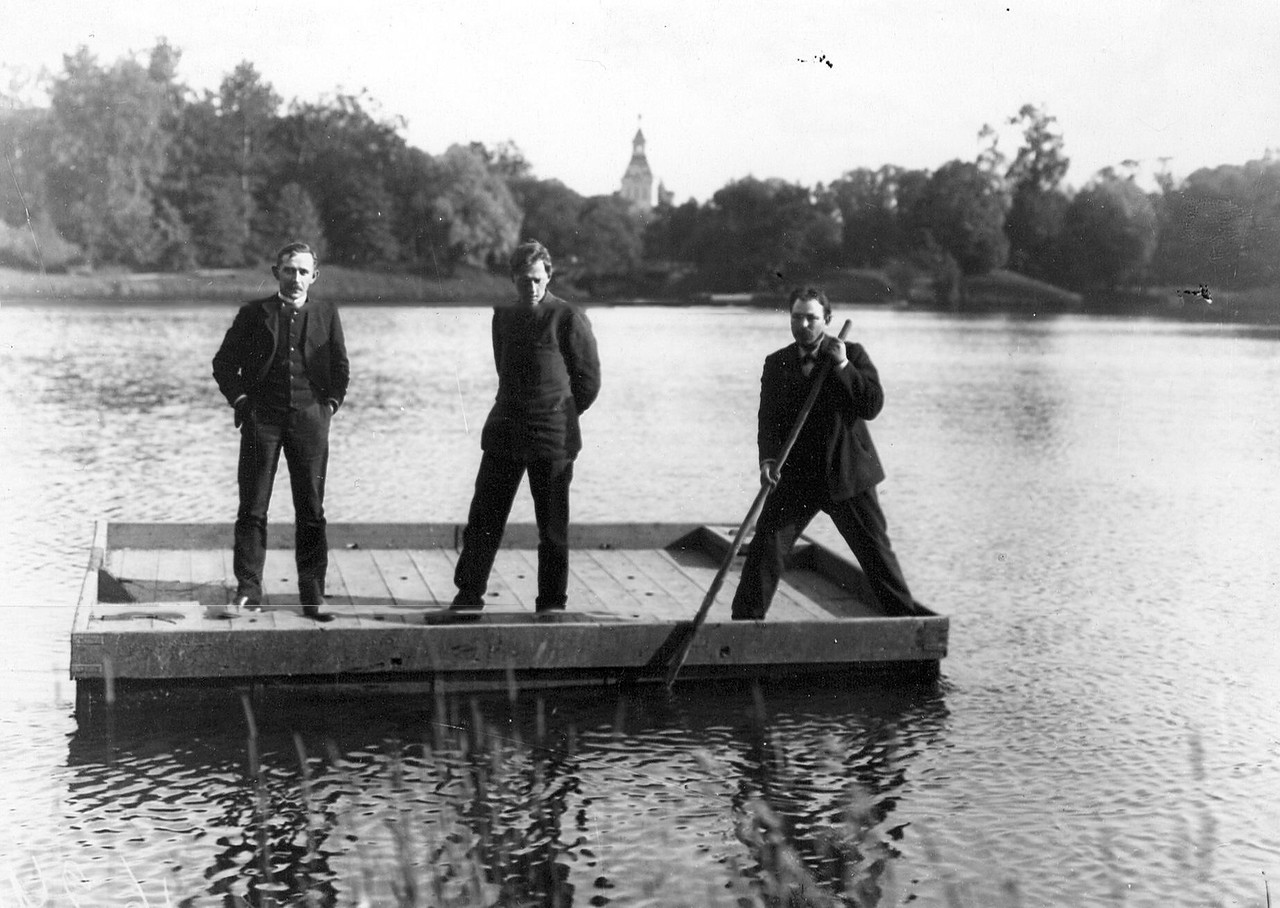
Лидеры Трудовой группы А. Ф. Аладьин, И. В. Жилкин и С. В. Аникин катаются на плоту в Таврическом саду во время перерыва между заседаниями.

Как в Первой, так и во Второй думе группа состояла преимущественно из представителей крестьянства (Дионисий Лагно, Осип Сытин, Филипп Тимачев, Павел Щипин и др.). Трудовики являлись влиятельной политической силой в Думе и имели широкую популярность в народе. Также фракция выставила ряд выдающихся ораторов (Аладьин, Аникин, Бондарев, Леонтий Брамсон, Иван Жилкин, Тимофей Локоть и др.).

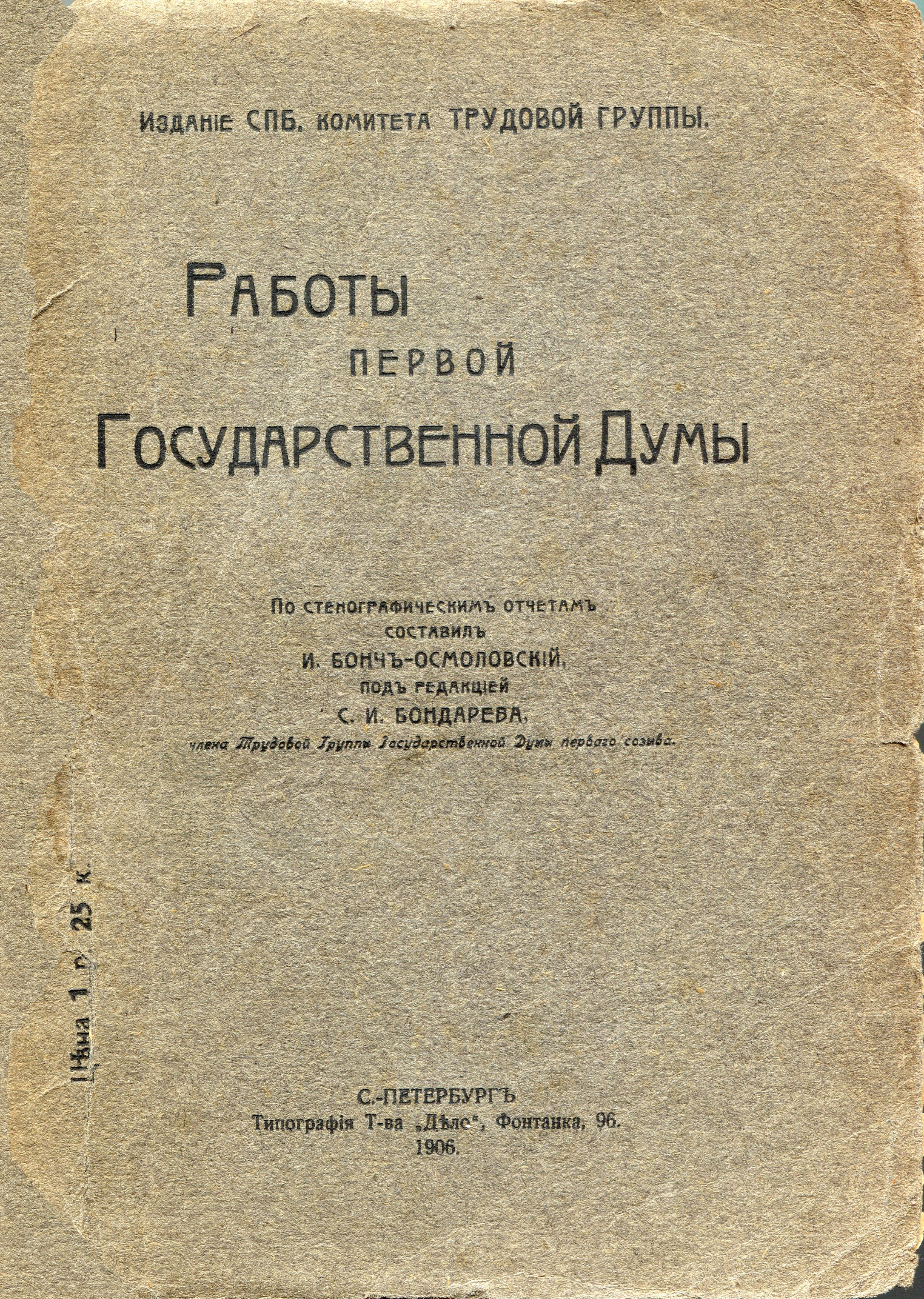
Обложка издания Петербургского комитета «Трудовой группы» «Работы Первой Государственной Думы», составленного И. А. Бонч-Осмоловским под редакцией С. И. Бондарева.

При обсуждении ответного адреса на тронную речь трудовая группа выступила самостоятельно и предложила проект гораздо более радикальный, чем проект партии кадетов. В нём очень определённо заявлялась необходимость решить аграрный вопрос посредством передачи земли в руки трудящихся, а политические вопросы — посредством всеобщего и равного избирательного права, с прямым и тайным голосованием.
По аграрному вопросу Трудовая группа внесла два проекта, один за подписью 104 депутатов, другой за подписью 33; некоторые подписи были общими под обоими проектами. Это объясняется тем, что оба проекта были внесены как материал для аграрной комиссии. В проект 33-х было включено требование учреждения особых земельных комитетов, губернских, уездных и волостных, которые предварительно, до решения вопроса Думой, обсудили бы проект в его подробностях, а после принятия проекта Думой — содействовали бы осуществлению реформы на местах. Из среды Трудовой группы вышел проект амнистии политическим преступникам, который предполагалось провести в законодательном порядке. От неё же исходила значительная часть запросов о преступлениях, совершённых должностными лицами. При обсуждении вопроса о смертной казни трудовики настаивали на немедленном его обсуждении, хотя бы с нарушением закона о месячном сроке, который даётся министрам для приготовления к обсуждению законопроектов, предлагаемых членами Думы.

## Работа после роспуска I Думы
Когда Дума была распущена, члены Трудовой группы поехали в Выборг вместе с кадетами. В Выборге трудовики предложили издать воззвание не от имени отдельных лиц, собравшихся там, а от имени всей Думы. Проект трудовиков был отвергнут кадетами, после чего трудовики подписались под воззванием кадетов, лишь немного видоизменённым. Оно было издано не от имени Думы как целого (ибо в нём роспуск Думы признавался), а от имени собравшихся 180 лиц.

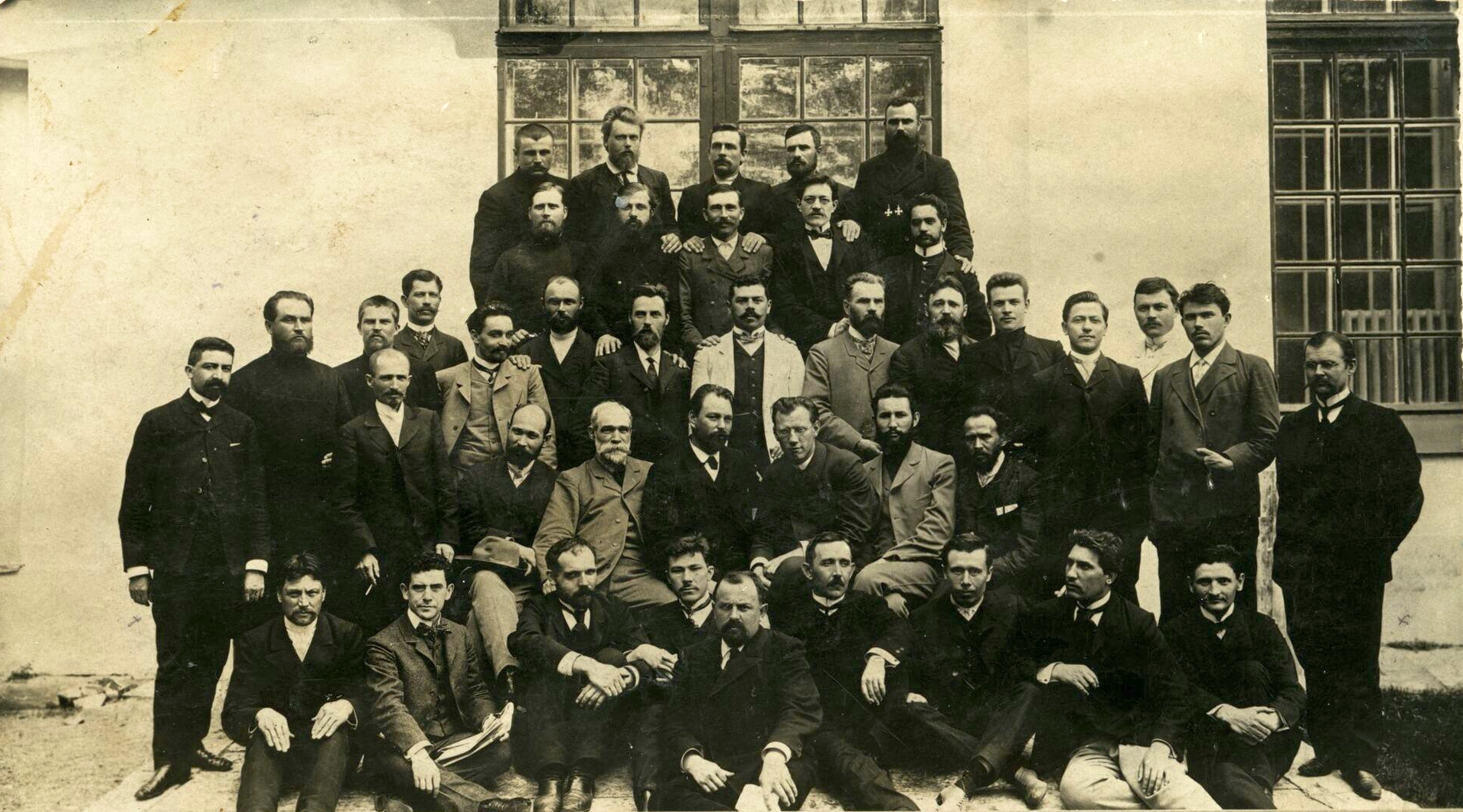
Трудовая группа I Государственной думы, 1906.

## Создание политической партии
Кроме работы думской, трудовая группа вела широкую внедумскую деятельность: посылала своих членов на места, распространяла в большом количестве литературу и т. д.; в свою очередь она получала множество наказов и принимала множество ходоков.
К концу августа не менее 15 членов Трудовой группы были арестованы (Онипко присуждён к поселению по обвинению в участии в Кронштадтском восстании); многие другие, скрываясь от ареста, перешли на нелегальное положение (Аникин, Ульянов и др.), или уехали за границу (Аладьин).
В октябре в Иматре состоялся съезд Трудовой группы, на который съехались бывшие депутаты, оставшиеся на свободе, и некоторые лица, близкие к Трудовой группе; туда же были приглашены представители партии социалистов-революционеров, социал-демократов, народных социалистов, а также крестьянского, железнодорожного и учительского союзов. На съезде было решено, что Трудовая группа должна стать политической организацией, чья деятельность не ограничена парламентом. Её задачей было объявлено объединение людей, не охватываемых партиями левого толка.
Был избран Центральный комитет Трудовой группы, которому поручено было пересмотреть проект платформы группы, выработанный ещё во время деятельности I Думы. В его состав вошли отчасти бывшие депутаты. От мысли сделать Трудовую группу открытым союзом, легализованным на основании закона 4 марта 1906 г. («О временных правилах об обществах и союзах»), пришлось отказаться, ввиду неудачи подобных попыток со стороны кадетов, народных социалистов и даже Партии демократических реформ.
Правительство относилось к Трудовой группе как к революционной организации; некоторые газеты, напечатавшие её платформу, были конфискованы, с привлечением редакторов к суду по 129 ст.
К февралю 1907 г. в России имелось 32 местных комитета Трудовой группы, со многими тысячами зарегистрированных активных членов.
Организовавшись наподобие политической партии, Трудовая группа всё-таки дорожила своим названием «группы» и противопоставляла себя политическим партиям, настаивая на том, что она является политической организацией беспартийных. Противоположность свою партиям она видела в том, что у неё нет программы и нет желания выработать таковую, а есть только платформа, то есть формулировка требований, предъявляемых в ближайший политический момент, на почве которой могли объединяться люди, имевшие различные политические убеждения: монархисты — с республиканцами, социалисты — с несоциалистами и даже с принципиальными противниками социализма. Другая причина, в силу которой группа противополагала себя партиям, состояла в слабости и даже отсутствии партийной дисциплины; возможной признавалась одновременная принадлежность и к Трудовой группе, и к другим левым партиям.
Платформа Трудовой группы требовала полного «осуществления народовластия» и всенародной Государственной Думы, избранной всеобщим голосованием по семичленной формуле; этой Думе должна принадлежать вся полнота законодательной власти и полнейший контроль над исполнительной властью. Подобные же радикальные требования были выставлены административном, финансовом, военном и национальном вопросах. По отношению к земельному вопросу платформа выражала своё полное согласие с аграрным проектом 104. По отношению к вопросу фабричному платформа выдвигает требование 8-часового рабочего дня, с запрещением труда малолетним до 16 лет, с обязательным еженедельным 42-часовым отдыхом и т. д. Кроме этих практических требований, в платформе было выражено стремление опереть трудовую группу на длящийся союз трёх или даже четырёх общественных классов (рабочие, крестьянство, служащие в торгово-промышленных и других предприятиях, трудовая интеллигенция), которые вместе составляют «трудовой народ».

## Работа во второй Думе

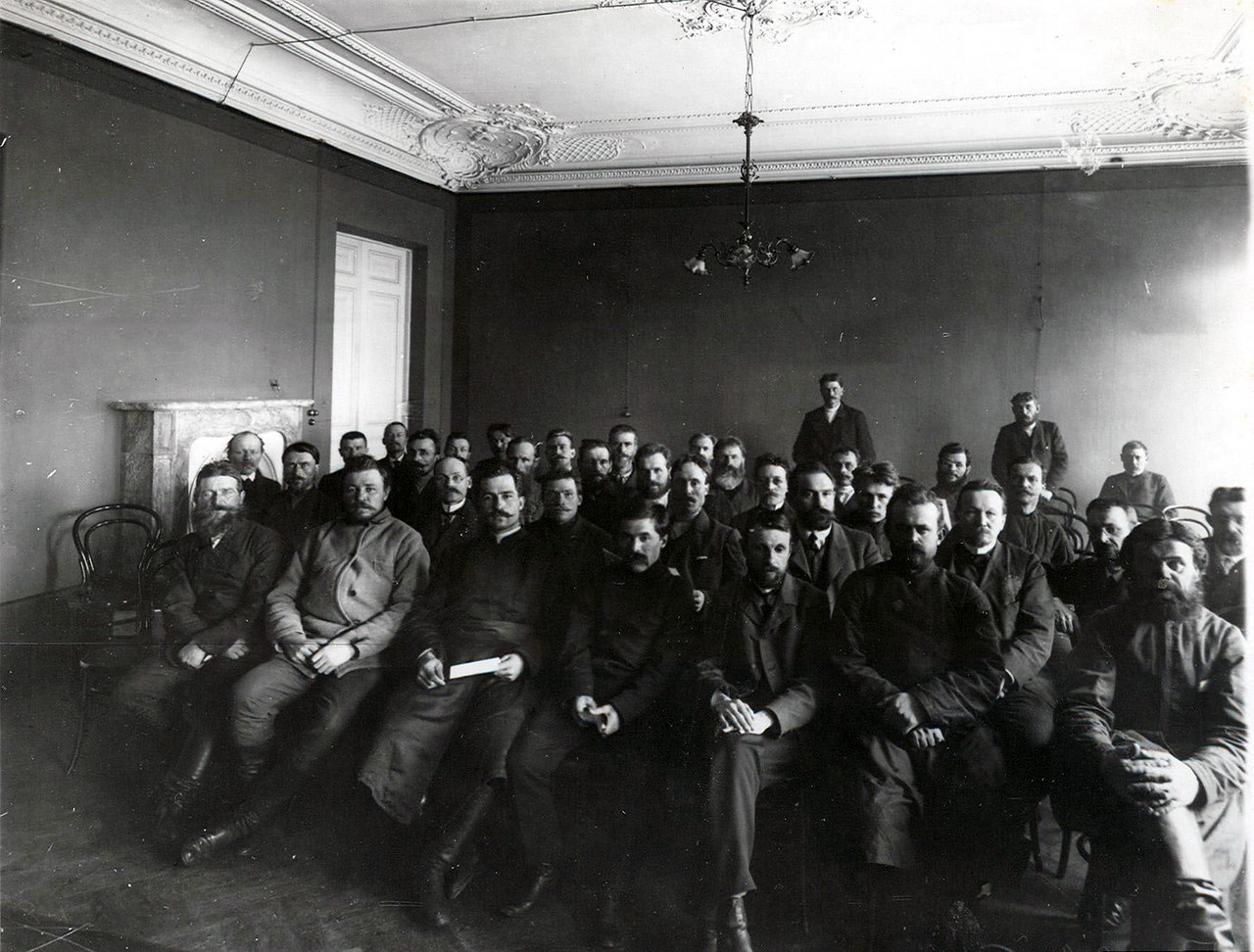
Трудовая группа 2-й Государственной Думы на совещании фракции в Таврическом дворце, 1907.

С января 1907 г. трудовая группа энергично принялась за предвыборную агитацию. Почти повсеместно она стремилась к объединению всех левых элементов, иногда вместе с кадетами против правых и октябристов, иногда без кадетов против них и правых. В Петербурге предположенный ею блок всех левых с кадетами не удался, но состоялся блок левых без кадетов и без меньшевиков. В Петербурге блок этот был разбит, но собрал за себя 27 % всех поданных голосов и провёл своих выборщиков в одной из 12 частей города Петербурга (Выборгской).
В первые дни второй Думы в трудовую группу записалось 55 действительных членов, кроме 14 членов Крестьянского союза, примкнувших к ней, и 19 депутатов, заявивших себя «сочувствующими трудовой группе».
15—17 февраля 1907 г. в Териоках состоялся второй съезд Трудовой группы, на котором присутствовало 52 делегата от различных отделов.
На съезде было постановлено, что в Государственной Думе Трудовая группа сольется с Крестьянским союзом и будет называться «трудовой группой и крестьянским союзом», представляя собой объединённую парламентскую фракцию, с единым комитетом. Проект платформы группы был рассмотрен, но окончательно не утверждён и признан временно действующим, до пересмотра на III съезде. Центральный комитет группы остался прежним. Член Трудовой группы Михаил Березин был выбран в президиум Думы товарищем (заместителем) председателя. В числе посетителей собраний Трудовой группы оказался и другой товарищ председателя, Hиколай Познанский.
В первые дни деятельности II-ой Государственной Думы Трудовая группа внесла в неё проект амнистии политическим преступникам, явившийся несколько видоизмененной редакцией прошлогоднего, и проект земельной реформы, для которого группа тоже воспользовалась прошлогодним проектом. Как ораторы Трудовой группы второй Думы выделились Березин, Александр Караваев, Андрей Булат, священник Фёдор Тихвинский, Лев Карташёв и др.
Почти всегда Трудовая группа выступала в Думе вместе с эсерами и народными социалистами. Она стремилась создать из этих трёх думских фракций постоянный блок и даже слить их в одну думскую фракцию, не уничтожая партийной самостоятельности каждой из них вне Думы.

## Последующие Думы
Трудовая группа в дальнейшем существовала только как парламентская фракция. На выборах в 3-ю и 4-ю Государственные Думы трудовики выступали от блока народнических организаций и левых сил, стоявших на почве радикально-демократических преобразований. В 3-й Государственной Думе трудовики получили 14 мест, в 4-й — 10 мест. С 1915 председателем фракции трудовиков был Александр Керенский.

## Печатные органы
Во время работы Первой государственной думы органом Трудовой группы была газета «Известия Крестьянских Депутатов», потом «Трудовая Россия», ещё позднее «Крестьянский Депутат». В период между двумя Думами трудовая группа не имела своего органа, но с конца 1906 г. органом, близким к ней, была «Столичная Почта». С 15 марта 1907 г. органом её является «Трудовой Народ». Наиболее выдающиеся статьи из первых трёх газет собраны в книге: «Сборник Известий Крестьянских Депутатов и Трудовой России» (Москва, 1906).

## Распад
После Третьеиюньского государственного переворота деятельность Трудовиков на местах прекратилась. После Февральской революции 1917 часть трудовиков вошла в состав партии эсеров, в свою очередь руководство движения объединилось с близкой им идеологически народными социалистами (энесами) и образовали Трудовую народно-социалистическую партию на 6-м съезде трудовиков [17—23 июня (30 июня — 6 июля) 1917]. Партия поддерживала Временное правительство, а после Октябрьской революции 1917 заняла антибольшевистскую позицию и вскоре распалась.